# سانتوس كولون
سانتوس كولون (بالإنجليزية: Santos Colon)‏ هو مغني أمريكي، ولد في 1 نوفمبر 1922 في Sabana Grande, Puerto Rico ‏ في الولايات المتحدة، وتوفي في 21 فبراير 1998 في كارولينا، بورتوريكو في الولايات المتحدة.

## وصلات خارجية
- سانتوس كولون على موقع ميوزك برينز (الإنجليزية)
- سانتوس كولون على موقع ديسكوغز (الإنجليزية)